# Roland Losert
Roland Losert (ur. 6 stycznia 1945 w Wiedniu) – austriacki szermierz, złoty medalista mistrzostw świata.
Podczas mistrzostw świata w Gdańsku w 1963 roku wywalczył indywidualnie złoty medal w szpadzie. W zawodach tych wyprzedził Francuza Yvesa Dreyfusa i Gurama Kostawę z ZSRR. Był to jedyny medal Loserta zdobyty w zawodach tego cyklu.
Wystartował na igrzyskach olimpijskich w Tokio w 1964 roku, zajmując dziewiąte miejsce w szpadzie indywidualnej i drużynowej. Zajął tam również czwarte miejsce we florecie indywidualnym, w rundzie finałowej przegrywając wszystkie trzy pojedynki. Na rozgrywanych cztery lata później igrzyskach olimpijskich w Meksyku w szpadzie indywidualnej odpadł w drugiej rundzie, a w turnieju drużynowym był dziewiąty. We florecie indywidualnym tym razem odpadł w rundzie eliminacyjnej. Brał też udział w igrzyskach olimpijskich w Monachium w 1972 roku, gdzie w szpadzie indywidualnej odpadł w drugiej rundzie, a w turnieju drużynowym ponownie zajął dziewiąte miejsce. We florecie indywidualnym dotarł do drugiej rundy.
Podczas ceremonii otwarcia IO 1968 był chorążym reprezentacji Austrii.
Jego ojciec, Josef Losert i siostra, Ingrid Losert także uprawiali szermierkę.